# Paraquilegia
Paraquilegia é um género de plantas com flores pertencentes à família Ranunculaceae.
A sua área de distribuição nativa é aa Ásia temperada.
Espécies:
- Paraquilegia altimurana Rech.f.
- Paraquilegia anemonoides (Willd.) Ulbr.
- Paraquilegia caespitosa (Boiss. & Hohen.) J.R.Drumm. & Hutch.
- Paraquilegia chionophila Gilli
- Paraquilegia gangotriana Pusalkar & D.K.Singh
- Paraquilegia microphylla (Royle) J.R.Drumm. & Hutch.
- Paraquilegia scabrifolia Pachom.
- Paraquilegia uniflora (Aitch. & Hemsl.) J.R.Drumm. & Hutch.